# 대한민국 상법 제342조의3
대한민국 상법 제342조의3은 다른 회사의 주식취득에 대한 상법 회사법의 조문이다. 대량의 주식을 은밀하게 취득하여 상대방회사를 지배하는 것을 막고 선의의 지배경쟁을 보장하기 위한 주식취득의 통지의무를 규정하고 있다.

## 조문
제342조의3 (다른 회사의 주식취득) 회사가 다른 회사의 발행주식총수의 10분의 1을 초과하여 취득한 때에는 그 다른 회사에 대하여 지체없이 이를 통지하여야 한다.

## 통지의무불이행의 효과
통지를 하지 아니하여도 주식취득의 사법상의 효력에는 영향이 없으나, 초과부분의 의결권은 행사할 수 없고, 증권거래법에는 100분의 5를 초과하는 부분 중 위반부분에 대하여 의결권을 행사할 수 없다고 명문으로 규정하고 있다.

## 사례
甲은 비상장 법인인 A회사의 대표이사이자 그 발행주식총수의 30%를 보유한 최대주주였는데 B회사는 경쟁업체인 A회사 발행주식을 수년간에 걸쳐 조용히 매집하여 오다가 그 지분이 28%를 넘어서자 A회사에 그 보유주식 전부에 관한 명의개서를 청구한 경우, B회사는 A회사에 대해 지체없이 통지할 의무가 있다.

## 판례
- 상법 제342조의3조의 취지는 다른 회사의 발행주식 총수의 10분의 1 이상을 취득하여 의결권을 행사하는 경우 경영권의 안정을 위협받게 된 그 다른 회사는 역으로 상대방 회사의 발행주식의 10분의 1 이상을 취득함으로써 이른바 상호보유주식의 의결권 제한 규정(상법 제369조 제3항)에 따라 서로 상대 회사에 대하여 의결권을 행사할 수 없도록 방어조치를 취하여 다른 회사의 지배가능성을 배제하고 경영권의 안정을 도모하도록 하기 위한 것으로서, 특정 주주총회에 한정하여 각 주주들로부터 개별안건에 대한 의견을 표시하게 하여 의결권을 위임받아 대리행사하는 경우에는 회사가 다른 회사의 발행주식 총수의 10분의 1을 초과하여 의결권을 대리행사할 권한을 취득하였다 하더라도 위 규정이 유추적용되지는 않는다고 할 것이다[4].

## 같이 보기
- 상호주